# Ilingoceros
Ilingoceros é um gênero extinto de artiodáctilos do Mioceno da América do Norte. Elas tinha 1,80 m de comprimento, são relacionadas proximamente à antilocapra moderna, mas ela era ligeiramente maior, e os chifres eram retos e espiralados e terminavam em pontas bifurcadas.